# Salantai

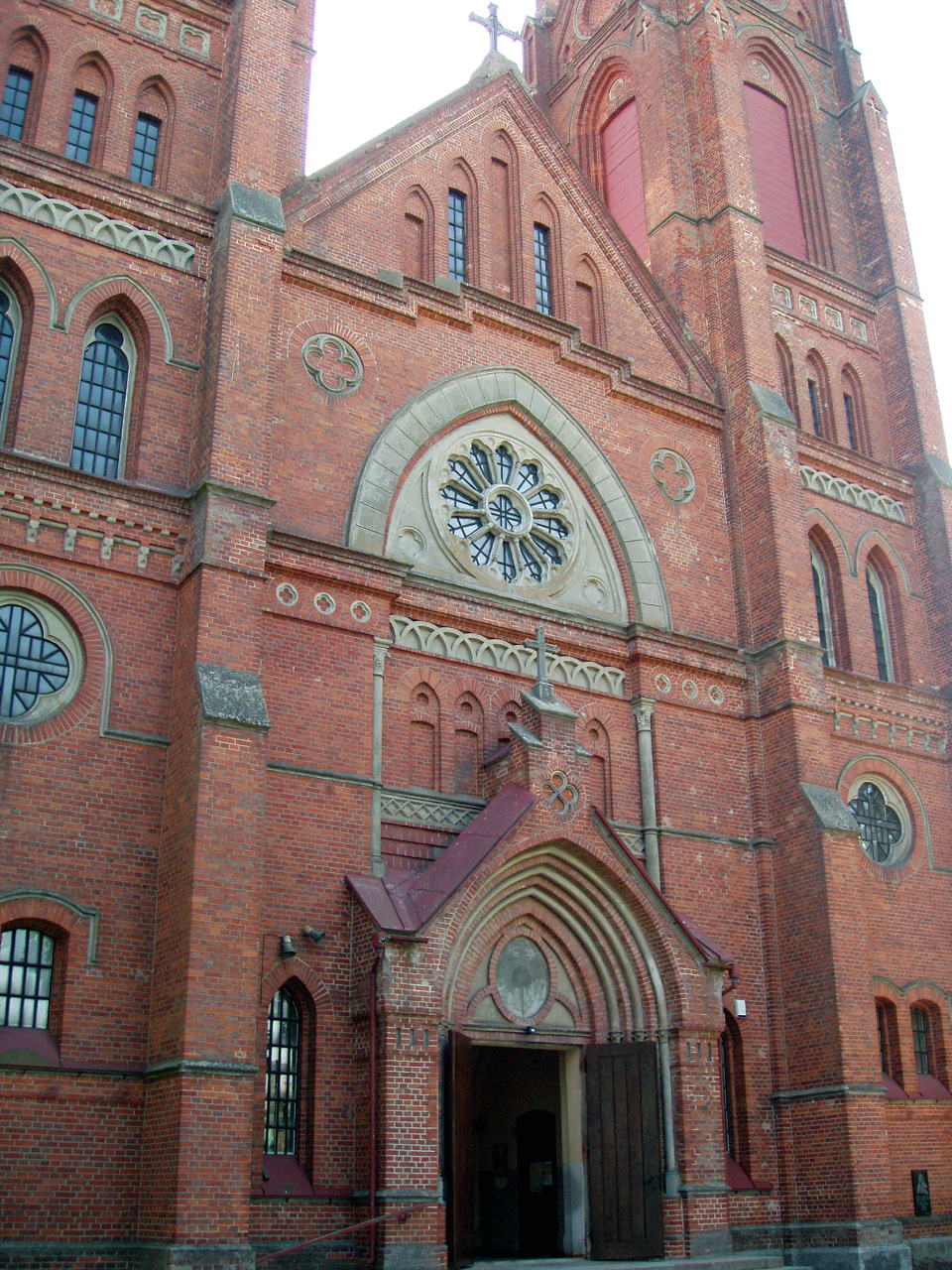
Hlavní vchod do kostela Nanebevzetí Nejsvětější Panny Marie

Salantai je město v západní části Litvy, v Žemaitsku, v Klajpedském kraji, na obou březích řeky Salantas, 31 km na severovýchod od okresního města Kretinga. Město je totožné s městským seniorátem Salantai (Salantų miesto seniūnija). Městská památková rezervace, je zde Kostel Nanebevzetí Nejsvětější Panny Marie (postaven roku 1911, vyučuje se ve třech školách:
- Gymnázium v Salantech
- Speciální škola v Salantech a
- Umělecká škola v Salantech (má také obory: hudební a výtvarnický)

dále je tu mateřská škola, pošta (PSČ LT-97035), policejní okrsek, nemocnice, poliklinika, kulturní středisko, Ředitelství Chráněné krajinné oblasti Salantai, dvě benzínové pumpy, přes deset prodejen, pekárna chleba, několik drobných soukromých podniků.
Přírodní památkou je Salantský o obvodu 4,8 m. Archeologickou památkou je Salantský kámen (s „vílí stopou“). Je zde městský park. Místní přírodovědec M. Ivanauskas na svém soukromém pozemku chová exotické ptáky a zvířata. Ve městě jsou dvě vlastivědná muzea: jedno ve škole a jedno v soukromé budově A. Gaponavičiuse.

## Minulost města
Podle podání pověstí a legend na kopci, jménem Alka (lit.: Alkos kalnas), který je v úbočí údolí řeky Erly, byla svatyně pohanského boha užovky jménem Pilvytis (~Břicháč(ek)). V té svatyni stál obřadní obětní kámen a hořel věčný svatý oheň. Na oheň dohlíželo kolem čtyřiceti lesních žínek, které bydlely (a posvátné užovky krmily) v místě za Ostrovními mokřady (lit.: Salų pelkės), na návrší v údolí řeky Salantas (nyní se ten chlum jmenuje Gaidžio galva (=Kohoutí hlava). Jako obětní pokrm sloužily nejčastěji užovčím božstvem oblíbené "skilandžiai" (skilandis je masný výrobek, něco mezi tlačenkou a salámem - maso podstatně méně provařené, natlačené do vymytého vepřového žaludku). – odtud název místa: Skilandžiai. O něco později zde vznikla obec Skilandžiai, která byla poprvé písemně zmíněna v roce 1556. Při kraji obce se objevil královský dvůr, který byl pojmenován nejprve jako Skilandžių dvaras, později (kolem let 1638–1640) podle kolem protékající řeky Salantas: Salantai. Tento název potom převzal i zbytek obce. 

Na počátku 17. století, začínající reformace vnesla zmatek mezi sedláky Skilandžiů i okolních obcí. Sedláci, kteří si nemohli přebrat hlásané pravdy různých konfesí se nakonec rozhodli k návratu k víře prapředků: k pohanství. Na obranu křesťanství se postavil majitel Salantského dvora, podkoní krále Zikmunda III., Mikalojus Pasamovskis a postavil roku 1603 při dvoře první kostel, vysvěcený pod jménem Nanebevzetí Nejsvětější Panny Marie. Při tomto kostele později Žemaitský biskup Merkelis Giedraitis založil farnost, která zabírala okolí na obou březích řek Salantas a Minija. Od roku 1638 se obec začala jmenovat již Salantai. Při faře byla pro děti města otevřena farní škola. Městem se Salantai staly v roce 1668. Ve městě se objevily dvory velmožů Vainů, Gorských a Oginských. Tragická byla pro město léta koncem 17. století – začátek 18. století: války se Švédy a morová epidemie v roce 1710. Ze všech vsí, které příslušely k Salantskému kostelu zbyly tehdy (zápis z roku 1715) jen tři usedlosti. V roce 1724 na místě původního byl postaven nový kostel. Byl to tehdy módní, jednolodní kostel s renezanční věží a několikastěnnou apsidou gotických proporcí. V podzemí kostela byla dvě sklepení. V jednom z nich byli pohřbíváni faráři, ve druhém zakladatelé, mecenášové a dárci (fundátoři). Nad tímto sklepením, u hlavního oltáře, byla do podlahy zazděna mramorová náhrobní deska, ozdobená bronzovými ozdobami a různými erby a znaky, mecenášovi kostela Stanislovu Vainovi. V létě roku 1906 byl kostel zbořen, aby uvolnil místo novému, stavěnému v letech 1906 až 1911 podle plánu věhlasného švédského architekta Karla Edvarda Štrandmana. Vybavení kostela bylo po tu dobu opatrováno v kostele Svaté Barbory v nedaleké vísce jménem Gargždelė (nyní je zde známá Orvidų sodyba = usedlost Orvidových) Více viz v článku o kostele Nanebevzetí Nejsvětější Panny Marie. 

V roce 1746 zde velkokníže litevský August III. povolil pořádat čtyři jarmarky. V létě roku 1831 v okolí Salantů povstali proti carovi sedláci. Byli jedni z prvních povstalců v Žemaitsku. 

V druhé polovině 19. století byl v Salantech postaven vodní mlýn, pracovala poštovní stanice, kolem 80 prodejen, několik dílen. 

V roce 1950 byla Salantům udělena městská práva. Po II. světové válce Salantai počtem obyvatel nepříliš zaostávaly za dnešními okresními městy jako například Skuodas nebo Plungė, ale v Salantech se nerozvíjel průmysl, proto městečko zaostávalo. V roce 1993 u bývalého mlýna byla postavena hráz rybníka, plocha rybníka je kolem 5 ha. V roce 1996 u příležitosti 440. výročí založení města byly potvrzeny dne 2. července salantské znak a vlajka a u radnice odhalena socha od L. Ruginise.

## Původ názvu
Když kolem teritoria budoucích Salantů po řece v člunu pluli dva vojíni, jeden z nich žemaitsky zvolal: "Sala ontā", což znamená "(Hle) tamhle (je) ostrov" – tak vznikl žemaitský název Salontā, který byl potom přeložen do litevštiny jako Salantai (podle lidového podání). Spíše však je pravděpodobné, že naopak město dostalo název podle řeky Salantas. Jak vznikl název řeky potom zůstává nejasné.

## Obyvatelstvo
| 1 294 | 2 449 | 1 835 | 2 086 | 2 431 | 1 942 | 1 814 |  |  |  |  |  |
|       |       |       |       |       |       |       |  |  |  |  |  |

## Sport
- FK Salantai fotbalový klub;